# Johann Feldges
Johannes Feldges (* 1. Oktober 1893 in Michelbach, heute Gerolstein; † 14. August 1958 in Niederstadtfeld) war ein deutscher Kommunalpolitiker.

## Leben
Feldges war Amtsbürgermeister in Niederstadtfeld. Nach Machtübernahme der Nationalsozialisten wurde er 1933 ohne Bezüge abgesetzt, weil er den Beitritt zur NSDAP ablehnte. In den folgenden Jahren führte er gemeinsam mit seiner Gattin sein Wohnhaus als Fremdenpension.
Nach Ende des Zweiten Weltkriegs übernahm er 1945 wieder die Amtsverwaltung Niederstadtfeld. Am 19. Dezember 1945 wurde er als Landrat des Landkreises Daun eingesetzt. Er blieb bis 1952 im Amt, als er aus gesundheitlichen Gründen in den Ruhestand ging.

## Ehrungen
- 1952: Verdienstkreuz (Steckkreuz) der Bundesrepublik Deutschland